# آلساندرو رامپینی

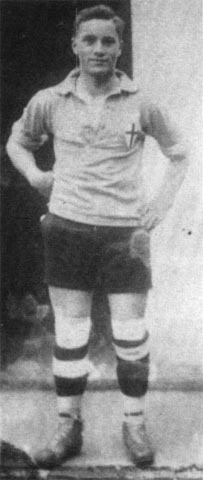
آلساندرو رامپینی، بازیکن سابق فوتبال

آلساندرو رامپینی (به ایتالیایی: Alessandro Rampini) بازیکن فوتبال و اهل ایتالیا است که از سال ۱۹۲۰ میلادی عضو تیم ملی فوتبال ایتالیا بوده و در ۱ بازی ملی حضور داشته‌است. او در بازی‌های ملی‌اش گلی به ثمر نرساند.
آلساندرو رامپینی آخرین بازی ملی خود را در سال ۱۹۲۰ میلادی انجام داد.